# Kapel van Onze-Lieve-Vrouw van Zeven Weeën (Tongeren)
De Kapel van Onze-Lieve-Vrouw van Zeven Weeën is een kapel in Vreren in de gemeente Tongeren in de Belgische provincie Limburg. De kapel ligt aan de Luikersteenweg aan de westkant van Vreren.
De kapel werd gebouwd in 1669 in opdracht van Walter de Selys, stamvader van de familie de Selys Longchamps. De kapel is opgevat als een rechthoekig gebouw in baksteen van twee traveeën met een driezijdige koorsluiting op een basis van silex en mergelsteen. De kleine klokkentoren bevindt zich boven de tweede travee. De banden, hoekbanden en vensteromlijstingen bestaan uit mergelsteen. De voorgevel bestaat uit een trapgevel, een rondboognis in de top en een rechthoekig rondboogportaal van kalksteen.

## Galerij

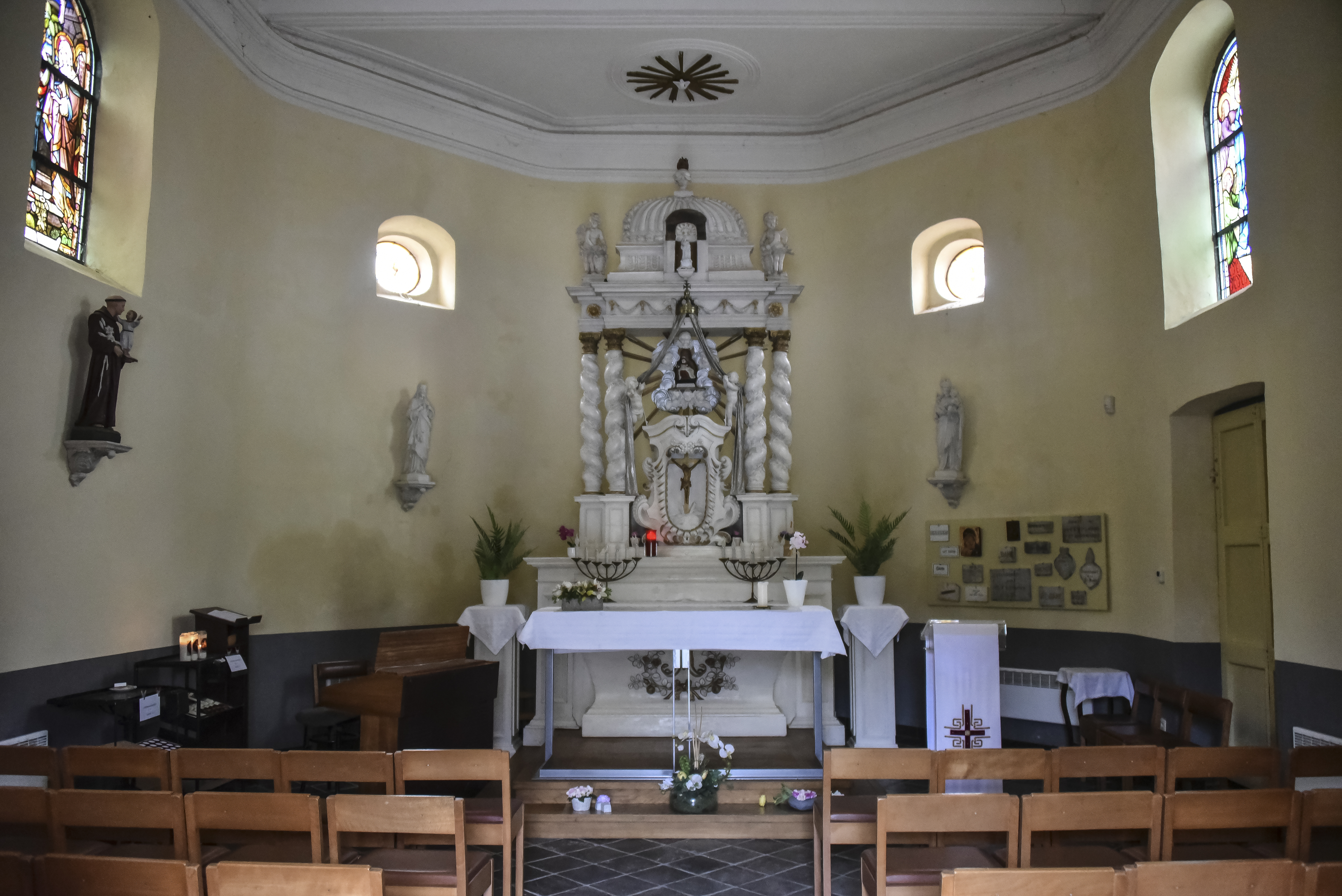
Interieur
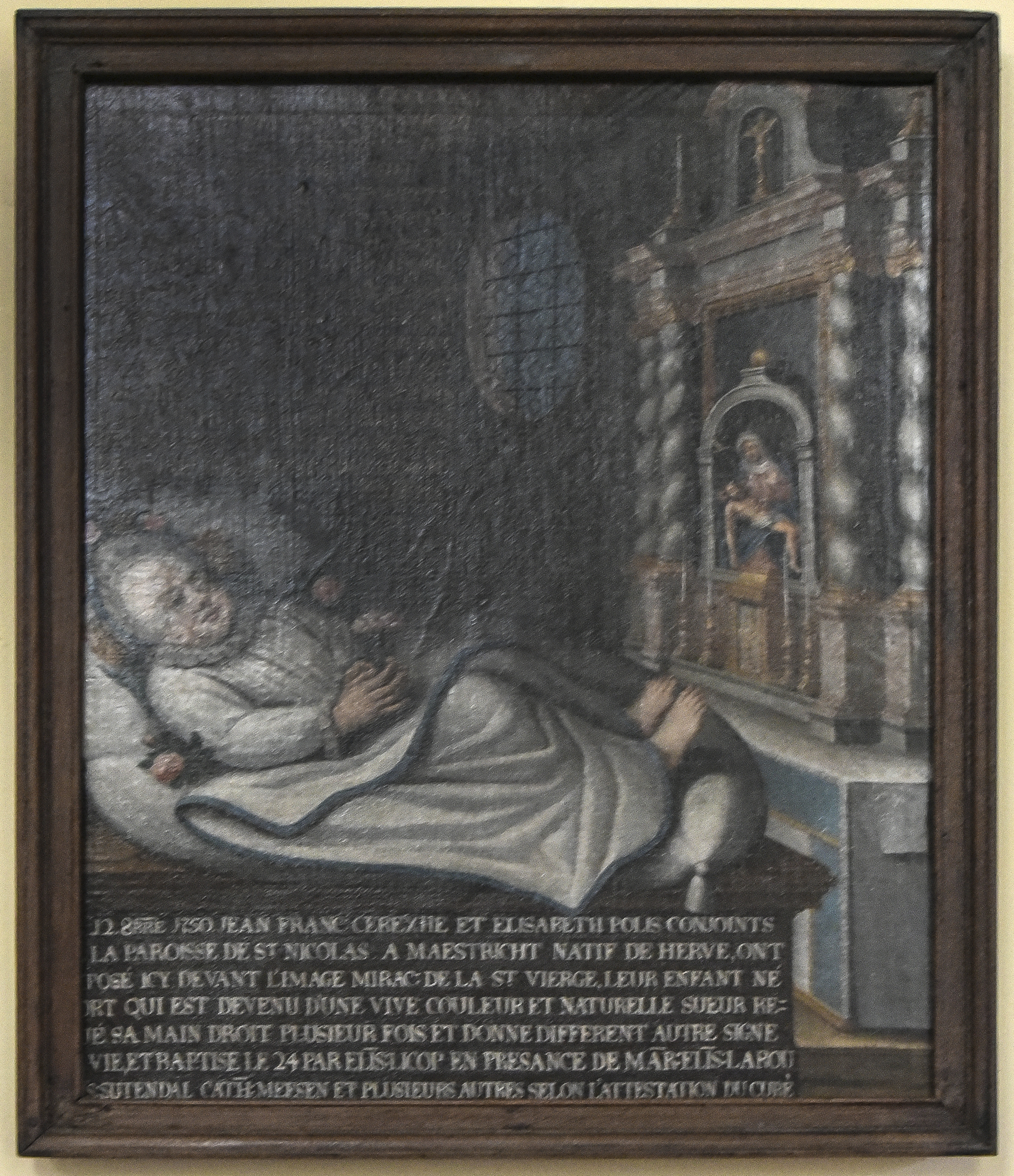
Schilderij